# ساموئل اسلواکی
ساموئل اسلواکی (انگلیسی: Samuel Slovák؛ زادهٔ ۱۷ اکتبر ۱۹۷۵) بازیکن سابق فوتبال اهل اسلواکی است که در پست هافبک تهاجمی بازی می‌کرد و در حال حاضر به عنوان کمک مربی تیم ملی فوتبال اسلواکی خدمت می‌کند.
وی همچنین در تیم ملی فوتبال اسلواکی بازی کرده‌است.